# Cruzy
Cruzy – miejscowość i gmina we Francji, w regionie Oksytania, w departamencie Hérault.
Według danych na rok 1990 gminę zamieszkiwało 801 osób, a gęstość zaludnienia wynosiła 31 osób/km² (wśród 1545 gmin Langwedocji-Roussillon Cruzy plasuje się na 402. miejscu pod względem liczby ludności, natomiast pod względem powierzchni na miejscu 262.).